# Johan Baptista van Helmont

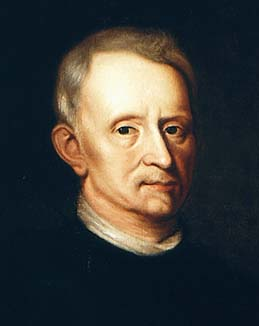
Johan Baptista van Helmont, von Lisa Jardine fälschlich „Robert Hooke“ zugeschrieben

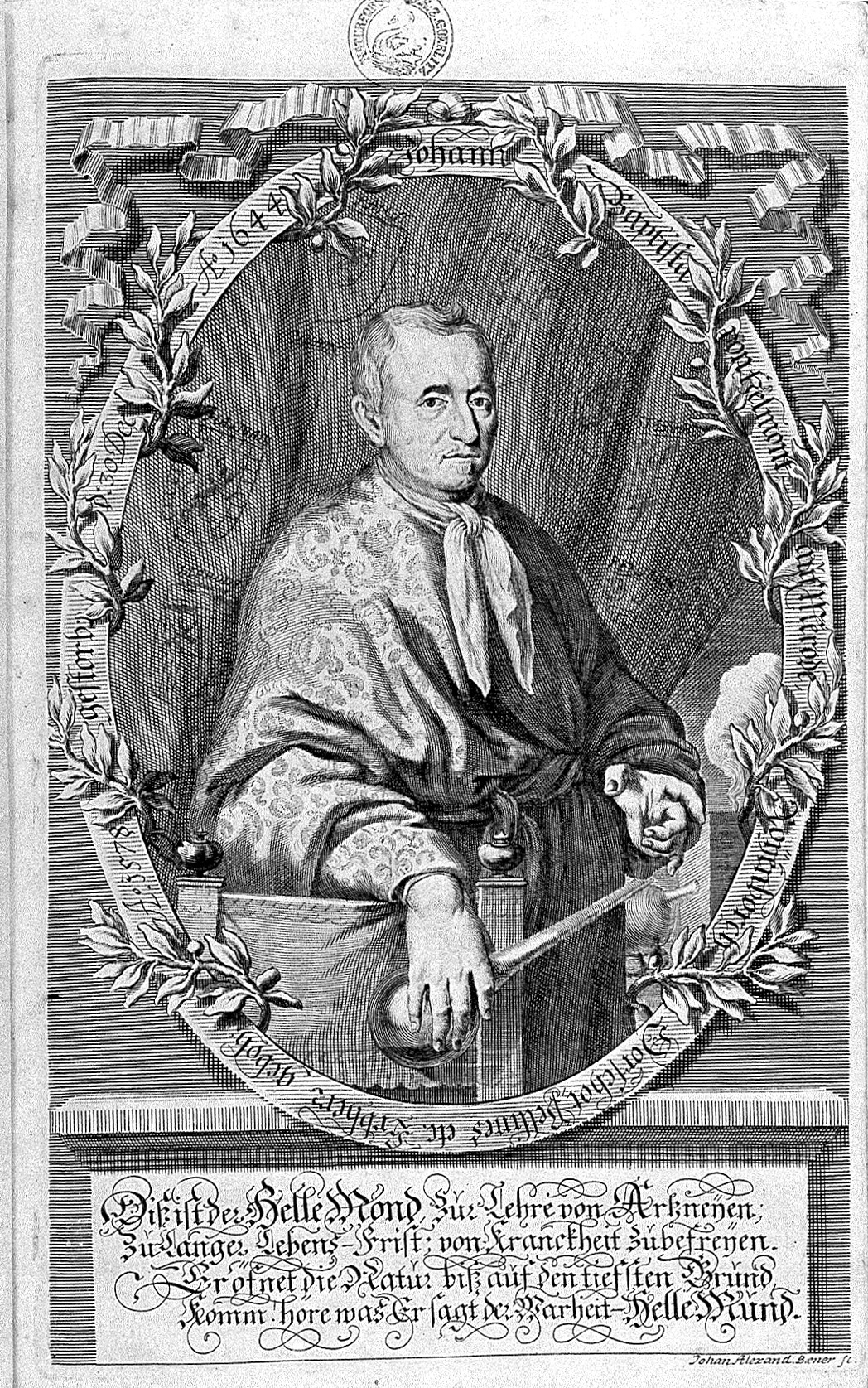
Johan Baptista van Helmont, Titelkupfer zu „Aufgang der Artzney-Kunst“, 1683

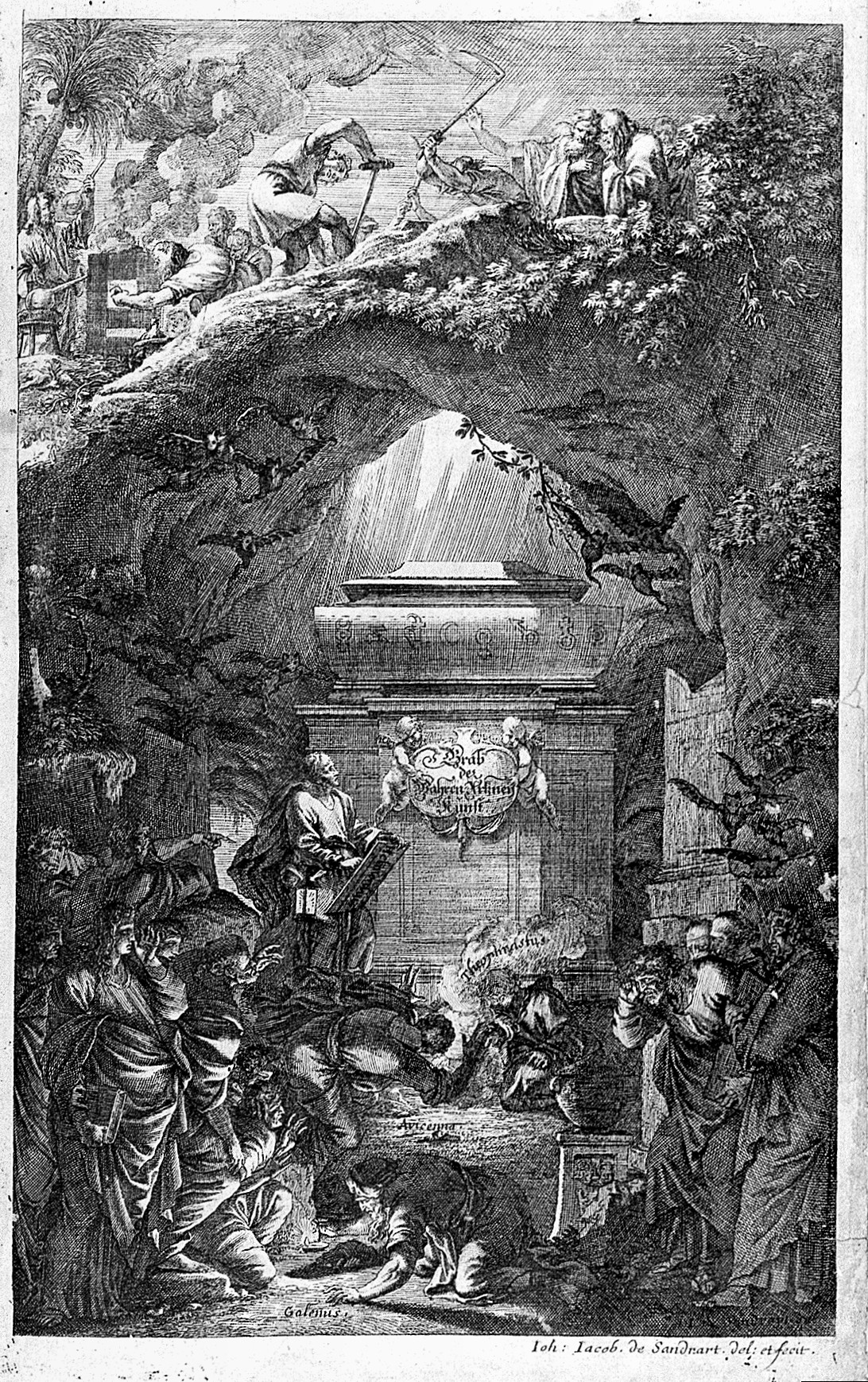
Grab der Wahren Artzney-Kunst. Allegorisches, Helmonts mystisch-religiöse Grundhaltung verdeutlichendes Frontispiz zu Aufgang der Artzney-Kunst, 1683, Kupferstich von Johann Jakob von Sandrart

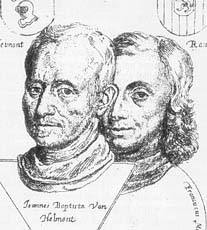
Johan Baptista van Helmont und sein Sohn Franciscus Mercurius van Helmont (1614–1699), von J.B. van Helmont, Ortus medicinae (Amsterdam: Elsevier, 1648)

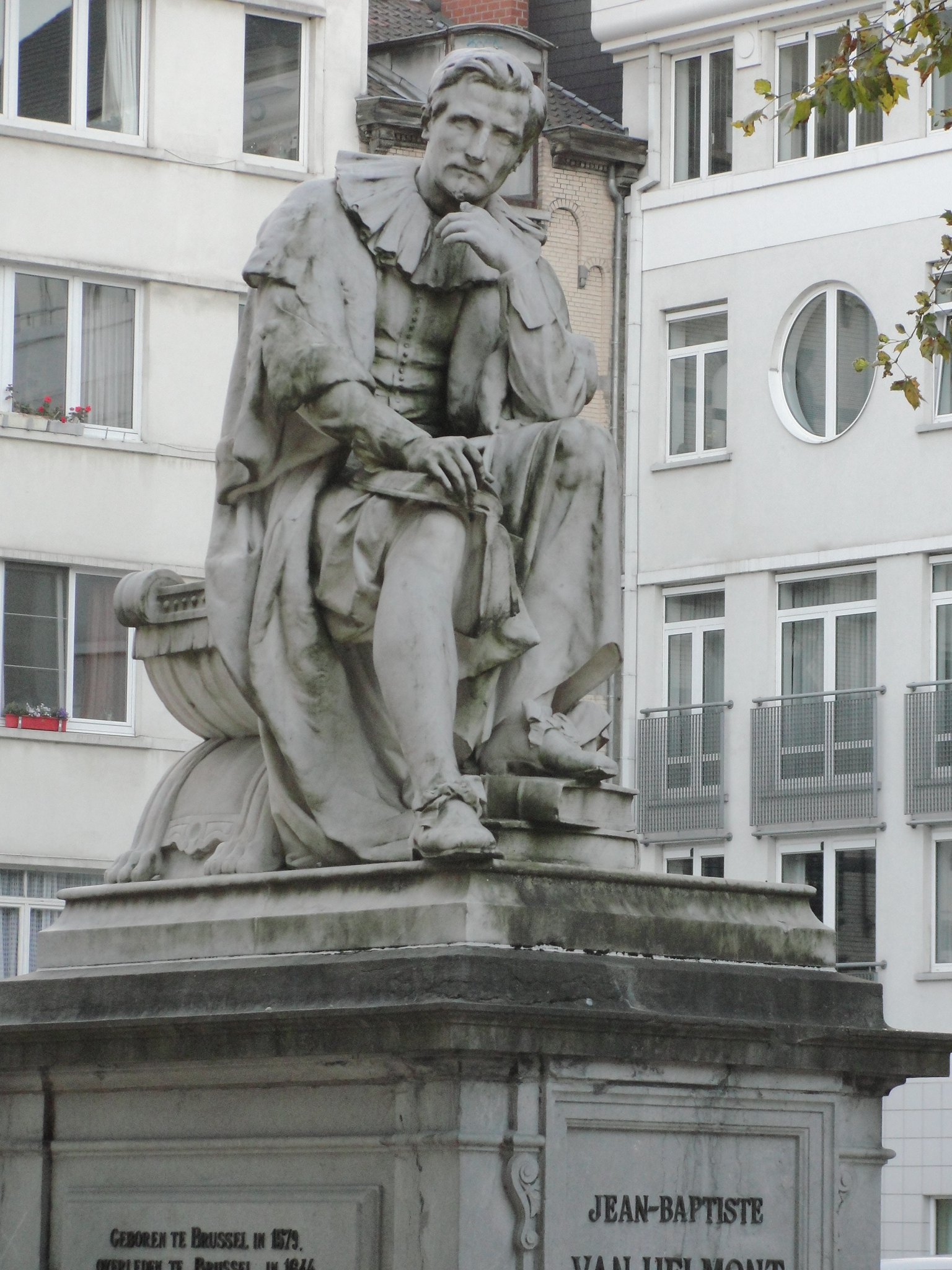
Denkmal für Johan Baptista van Helmont in Brüssel

Johan Baptista van Helmont, auch Jan Baptist van Helmont und Jean(-)Baptiste van Helmont sowie im Deutschen auch Johann Baptist van Helmont (* 12. Januar 1580 in Brüssel; † 30. Dezember 1644 in Vilvoorde bei Brüssel), war ein flämischer Arzt und Philosoph. Er war ein Universalwissenschaftler mit mystisch-religiöser Grundhaltung, der sich auch als Naturforscher und Chemiker betätigte.

## Leben
Johan Baptista van Helmont wurde in eine begüterte flämische Landadelsfamilie geboren. Sein Erbe (sein Vater starb 1580) und das Einkommen aus den Lehen seiner Frau machten ihn zeitlebens finanziell unabhängig. Er studierte Philosophie, Theologie, Naturkunde und Medizin in einem Jesuitenseminar in Löwen und promovierte 1599 zum Dr. med. Bereits im Alter von 17 Jahren trat er als Lehrer auf. Nach Studienreisen in die Schweiz, nach Italien, Frankreich, Deutschland und England zog er 1605 zunächst nach Antwerpen, wo er als Arzt während einer Pestepidemie wirkte. 1606 ließ er sich als Arzt und Naturforscher auf seinem Gut Vilvoorde bei Brüssel nieder. Dort führte er in seinem Privatlabor auch chemische und physiologische Experimente durch. Statt das Angebot der Jesuiten, in kirchliche Dienste zu treten, anzunehmen, heiratete er 1609 Margarite van Ranst und wurde so Herr von Merode, Royenborch, Oorschot und Pellines. Auch einen Ruf von Kaiser Rudolf II. lehnte er ab. Van Helmont beschäftigte sich mit den Werken von Galenos, Hippokrates, Avicenna und Paracelsus. Er war ein Anhänger von Paracelsus, vertrat eine biologische Lebens- und Krankheitsauffassung in der Weiterentwicklung paracelsischer Gedanken, betrachtete Paracelsus als sein Vorbild, wogegen er die galenische Medizin ablehnte und aufgrund eigener Forschungen zu Ergebnissen gelangte, die dem tradierten Konzept der Humoralpathologie widersprachen. Dies begründet sich auch aus der Begebenheit, dass er von der Krätze befallen worden war und die „Galenisten“ ihn, im Gegensatz zu einem italienischen Alchemisten, der Quecksilber und Schwefel verwendete, nicht hatten heilen können. Im Gegensatz zur galenischen Medizin, für die Krankheit eine Verwirrung der Säfte war, die den Organismus in seiner Gesamtheit erfasste, waren Krankheiten laut van Helmont eigenständige Lebewesen, die von außen her in den Körper eindrangen, sich in einem besonderen Organ niederließen und dessen Funktionalität beeinträchtigten.
Van Helmont wurde zum Begründer der Iatrochemie mit christlich-mythischen Zügen, die er der Iatromechanik entgegensetzte. Er stellte alle Lebensvorgänge als chemische Prozesse dar, die er als „Gärung“ bezeichnete und auf „gasförmige Fermente“ zurückführte. Er synthetisierte 1644 als Erster schwefelsaures Kupferoxydammoniak (Cuprum sulfuricum ammoniatum, Kupriammoniumsulfat, Kupfersalmiak). Van Helmont ist die Entdeckung der Kohlegase in der Frühzeit der modernen Chemie zu verdanken. Er entdeckte einen „wilden Geist“, der von erhitztem Holz und Kohle ausströmte, und nannte es in seinem Buch „Ursprünge der Medizin“ (1609) „Gas“ (abgeleitet von Chaos, Geist, Gaze, blasen …).
Van Helmont verfolgte aufmerksam die Kontroverse zwischen dem Marburger Professor Rudolf Goclenius d. J. und dem belgischen Jesuiten Jean Roberti. Letzterer hatte 1617 das 1608 von Goclenius publizierte Heilverfahren der magnetischen Wundheilung mit dem „Sympathetischen Pulver“ zurückgewiesen. Ein Manuskript von van Helmont mit weitgehender Unterstützung des Standpunktes des protestantischen Professors wurde seinen Angaben nach gegen seinen Willen von Roberti publiziert. Seine Vorstellungen brachten ihn in Konflikt mit der Römisch-Katholischen Kirche. 1625 verurteilte die Spanische Inquisition (zuständig für die Spanischen Niederlande) 27 Aussagen als Häresie, vermessene Arroganz, Nähe zu lutherischer und calvinistischer Lehre. Die Universität Löwen verwarf seine Lehren, da sie von Paracelsus inspiriert waren. Von 1633 bis 1636 stand er unter Hausarrest. Die Verfolgungen durch die Kirche endeten erst 1642, als er das Imprimatur für eine Abhandlung über Fieber erhielt. Deshalb konnte er im Zeitraum zwischen 1624 und 1642, bis kurz vor seinem Tod, nicht veröffentlichen. Die volle Rehabilitation erfolgte erst 1646 nach seinem Tod.
Sein Sohn, der berühmte theosophische Arzt Franciscus Mercurius van Helmont (1614–1699), publizierte seine hinterlassenen Werke. Es wird angenommen, dass er seinem Sohn den Namen Mercurius (griechisch Hermes) gegeben hatte, um damit seine Nähe zur Hermetischen Lehre anzudeuten.

## Lebenswerk

### Als Universalgelehrter
Sein Sohn veröffentlichte eine Gesamtausgabe seiner Werke „Ortus medicinae vel opera et opuscula omnia des Johann Baptist van Helmont“ (Amsterdam 1648). Dieses zeigt, dass er sich unter anderem mit „Allgemeiner Wissenschaftslehre“, Theologie, Metaphysik, Kosmologie, Meteorologie, Astrologie, Chemie, Pyrotechnik, Physik, Naturkunde, Magie, Anthropologie, Medizin, Botanik und der Apothekerkunst beschäftigt hat.

### Als Arzt
Erst 1616 begann er als praktischer Arzt zu arbeiten, wobei er einige seiner Erfindungen und Entdeckungen bei seinen Patienten anwendete. So sollten etwa durch „magische Kuren“ körperliche Krankheiten und psychische Leiden gleichsam wie mit einem Magneten aus dem Körper gezogen werden. Er wollte sogar die Heilwirkung von Reliquien auf magnetische Kräfte zurückführen. Besondere Aufmerksamkeit widmete van Helmont dem Magen, in dem er das Zentrum stofflicher Transformation erblickte. Dabei entdeckte er, dass Verdauungsprozesse nicht durch Hitze, sondern durch Säuren verursacht werden. Seine finanzielle Situation erlaubte es ihm, bei Behandlungen ausschließlich freiwillige Spenden anzunehmen. Arme und Reiche wurden von van Helmont gleich behandelt. Er erwarb sich seinen Ruf durch die erfolgreiche Behandlung von Epilepsien, Tobsucht, Syphilis, Blasensteinen und Wassersucht. Zur Entstehung der Pest legte van Helmont in seiner Schrift Tumulus pestis eine Theorie dar, die sich grundlegend von  allen bis dahin geläufigen Pestverursachungsmodellen unterschied.

### Als Alchemist und Chemiker
Als Kind seiner Zeit war van Helmont ein Anhänger der hermetischen Lehre. Er war der Überzeugung, dass ihm die Transmutation von Quecksilber in Gold gelungen war. Durch seine Arbeiten wurde er ein Wegbereiter der Experimentalchemie und ein früher Pionier der Biochemie. Ihm verdanken wir den Begriff „Gas“ und die Erkenntnis, dass es „luftartige Substanzen“ gibt, deren Eigenschaften sich dennoch von denen der gewöhnlichen atmosphärischen Luft unterscheiden. Sein „gaz sylvestre“, das beim Verbrennen von Holz entstand, ist Kohlenstoffdioxid. Aus gärendem Wein isolierte er Kohlenstoffmonoxid und Kohlenstoffdioxid. Er fand Schwefel- und Salzsäure und erkannte als erster die Bedeutung von Salzsäure für die Verdauung im Magen. Er war auch einer der ersten, die Waagen verwendeten. Der Übergang von den eher qualitativen Aussagen der Alchemisten zur quantitativen Analyse (s. folgenden Abschnitt) führte zur modernen Chemie. Durch seine Untersuchungen und Theorien zur Unveränderlichkeit einiger Stoffe war er Vorreiter für das chemische Verständnis.

### Als Naturforscher
Ein Experiment Helmonts war die Verpflanzung eines fünf Pfund schweren Weidenschösslings. Seit der Zeit der antiken griechischen Naturphilosophie ging man davon aus, dass alle Materie aus vier Elementen bestehe, nämlich aus Erde, Wasser, Feuer und Luft. Mit dem Weidenschössling wollte van Helmont beweisen, dass nur Luft und Wasser elementare Materien seien. Er entnahm den Schössling aus der Natur, entfernte die Erde von den Wurzeln und wog ihn ab. Danach pflanzte er ihn in einen Topf voll ebenfalls abgewogener Erde. Der Baum wurde dann regelmäßig mit Wasser gegossen, sonst wurde nichts hinzugefügt. Fünf Jahre nachdem er die Weide gepflanzt hatte, zog er sie aus der Erde des Topfes und wog beides ein zweites Mal. Von der Erde waren in dieser Zeit bloß 2 Unzen verloren gegangen, der Baum hingegen war 169 Pfund und 3 Unzen schwer. Daraus zog Van Helmont den nach damaligem Wissensstand vernünftigen Schluss: „164 Pfund Holz, Rinde und Wurzeln entstanden aus Wasser allein“. Erst später wurde durch Forschung anderer Gelehrter festgestellt, dass Pflanzen auch Luft (vor allem das darin enthaltene Kohlenstoffdioxid), Licht und – in wesentlich geringerer Menge – Stoffe aus dem Boden zum Wachstum benötigen.
Ein weiteres Experiment, das van Helmont beschrieb, betraf die seit der Antike diskutierte und in der Tradition von Aristoteles positiv beantwortete Frage, ob Organisches aus Unorganischem entstehen könne (sogenannte Urzeugung oder spontane Entstehung von Leben aus unbelebter Materie, auch Abiogenese genannt). Van Helmont erwähnte zum Beweis dieser Möglichkeit ein Experiment zur Erzeugung von Mäusen: Man nehme einen Tonkrug, fülle ihn mit feuchtem Weizen und dem Kleidungsstück einer menstruierenden Frau, bedecke das Gefäß und warte 21 Tage, dann habe ein Ferment aus den Kleidern den Weizen in Mäuse verwandelt. 1668 wurde die Theorie der Urzeugung  durch die Versuche des italienischen Arztes Francesco Redi endgültig widerlegt.

## Schriften
- 1621 – De magnetica vulnerum naturali et ligitima curatione. Disputatio, contra opinionem d. Ioan. Roberti (…) in brevi sua anatome sub censurae specie exaratam, Paris
- 1642 – Febrium doctrina inaudita, Antwerpen
- 1644 – Opuscula medica inaudita. 2. Auflage. Amsterdam 1648
- 1648 – Ortus medicinae, id est Initia physicae inaudita … Ludovicus Elzevirius, Amsterdam (Digitalisat)
- 1659 – Dageraad ofte Nieuwe Opkomst der Geneeskonst, Amsterdam.
- 1681 – Tumulus pestis. Das ist: Gründlicher Ursprung der Pest / Dero Wesen / Art / und Eigenschafft; als auch deroselben zuverlässig- und beständiger Genesung. Nebenst Beyfügung der wahren Ursach und Grund allerhand Fieber; Und worinnen biß zu dato in Curirung derselben ist geirret worden. Durch Johannem Baptistam von Helmont, Herrn von Merode / Royenborg / Orschot und Pellines / u. in Nieder-Teutsch; und folgend auch Lateinisch beschrieben. Anjetzo aber / bey ob-schwebenden gefährlichen Läuffen und grassirenden Seuchen / männiglich zum besten / aus dem Niederländischen übersetzt. Durch Johannem Henricum Seyfried, Sultzbach 1681.
- 1683 – Aufgang der Artzney-Kunst, Das ist: Noch nie erhörte Grund-Lehren von der Natur: zu einer neuen Beförderung der Artzney-Sachen […]. Aus dem Niederländischen übersetzt nach dem Rat seines Sohnes Franciscus Mercurius van Helmont. Johann Andreae Endters Söhne, Sulzbach 1683 (Digitalisat).